# Durbec alatacat
El durbec alatacat (Mycerobas melanozanthos) és una espècie d'ocell de la família dels fringíl·lids (Fringillidae) que habita boscos del nord del Pakistan i de l'Índia, sud-est del Tibet, nord de Myanmar, sud-oest de la Xina i nord-oest de Tailàndia.